# Jade-Weser-Port (1971)
Jade-Weser-Port (offiziell Jade-Weser-Port – Deutschlands Universalhafen) war ein Anfang der 1970er Jahre vorgestellter, privater Planungsentwurf zum Aufbau eines multifunktionalen Verkehrshafens an der deutschen Nordseeküste.

## Planungen

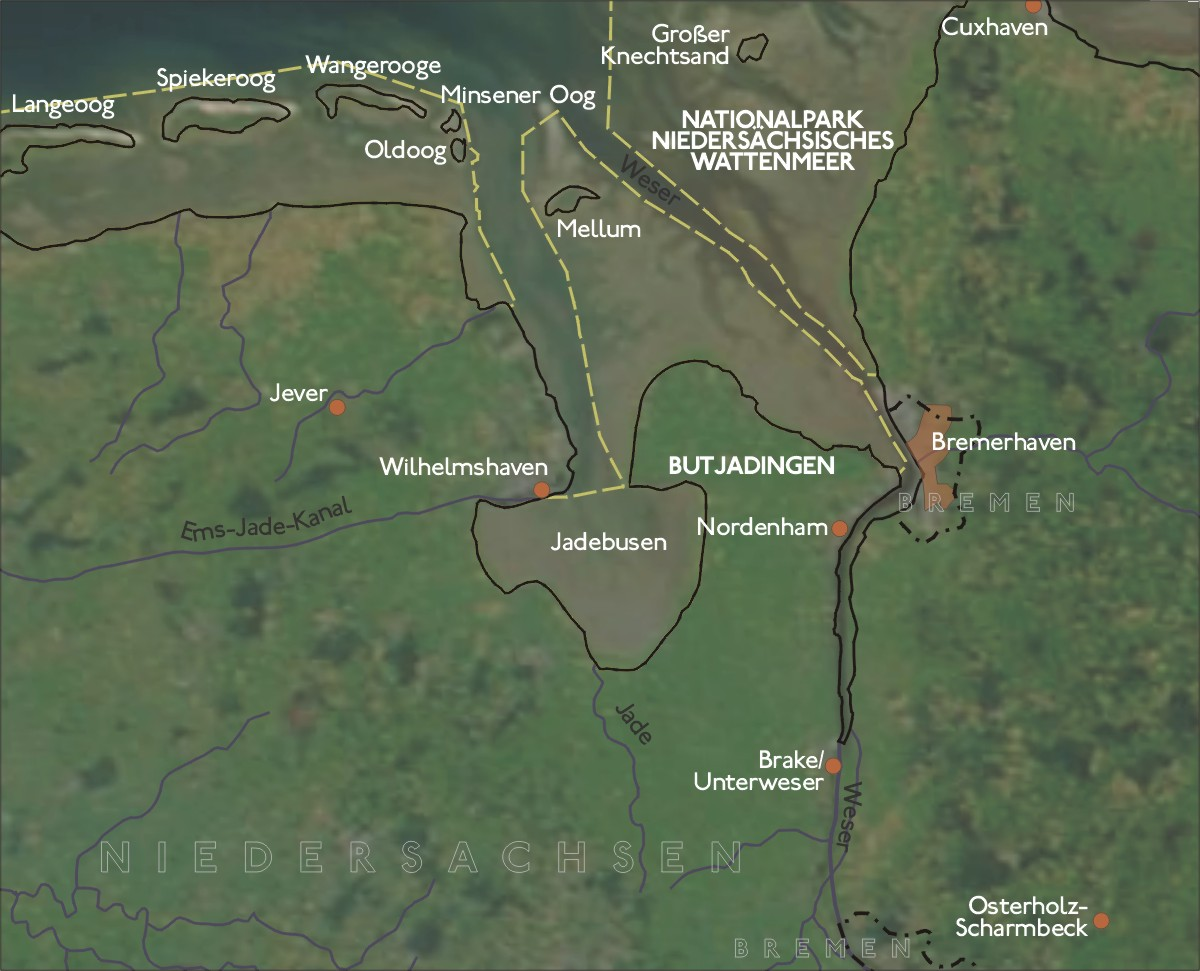
Die Küste zwischen Wilhelmshaven und Bremerhaven

Am 10. Juli 1971 legte die Planungsgruppe „Jade-Weser-Port“ unter Leitung von Ulrich Tappe und den Mitarbeitern Rolf Rasch und Friedhelm Krzensk ein Planungskonzept für den Jade-Weser-Raum vor, das den Arbeitstitel „Jade-Weser-Port“ – Deutschlands Universalhafen – bekam.
Die Hauptidee war, dass der 35 Kilometer breite Küstenstreifen zwischen den Seehäfen von Wilhelmshaven und Bremerhaven unter Einschluss der Häfen von Elsfleth, Brake und Nordenham zu einer einheitlich erschlossenen Küsten- und Hafenregion mit Industrielandschaft zusammenschmelzen und als Deutschlands „Erste Hafenregion“ eine wirtschaftsdynamische Entwicklung nehmen sollte, wie sie andere Hafenregionen in den Niederlanden, Belgien und Frankreich bereits gezeigt hatten.
Das Tappe-Team ging bei der Planungsarbeit davon aus, dass die bestehenden Entwicklungspläne in Bremen/Bremerhaven, Nordenham und Wilhelmshaven jeweils unter örtlichen Gesichtspunkten aufgestellt wurden, dass aber die Vielzahl der Einzelpläne kein sinnvolles Ganzes ergeben konnten. Deshalb stellte das Team alle örtlichen Gesichtspunkte zurück und verband Vorhandenes in der Region zwischen Jade und Weser mit optimalen Möglichkeiten der Weiterentwicklung. Dadurch entstand die planerische Leitidee eines neuen, modernen Städteverbundes als Bandstadt, in der die vorhandenen Infrastrukturen mit neuen Infrastrukturen zu einem sinnvollen Ganzen optimiert werden sollten.
Es handelt sich hier um ein Denkmodell, das nicht für heute oder morgen geschaffen worden ist, sondern als eine planerische Grundlage für die kommende Generation.
Rotterdam mit seinem Vorhafen Europort ist eine Küstenregion von etwa 40 Kilometer Ausdehnung. Amsterdam mit Ijmuiden kommt auf 45 Kilometer und Marseille mit seiner Region Fohs hat gar noch größere Ausmaße. Warum soll das natürlich zusammengewachsene Weser-Jade-Gebiet nicht ebenso natürlich als eine seewärtig ausgerichtete Region von Hafen- und Industrie-Zentren mit entsprechenden Freizeitwerten angesehen werden?
Von dieser Fragestellung aus ging das Planungsteam Tappe an die Arbeit und verband die Entwicklungsvorstellungen der Industrie- und Handelskammern dieses Raumes und die Entwürfe der Planungs- und Förderungsgesellschaften sowie der Länderregierungen Bremens und Niedersachsens zu einem sinnvollen Raumordnungsplan, in dem Platz für alles Bestehende und Raum für Entwicklungsnotwendigkeiten ist.
Bei dieser Planung wird niemandem etwas weggenommen, es können nur alle gewinnen, denn mit dem „Jade-Weser-Port“ oder „Weser-Jade-Port“ ließ sich der „Erste deutsche Universalhafen“ bilden, der ein breit gefächertes Angebot an Dienstleistungen für die Schifffahrtsparten vom Superschiff bis zum Spezialschiff, vom Containerschiff bis zum Fischkutter, vom Passagierschiff bis zum Trawler aufzuweisen hätte.
Einzelheiten der Planungskonzeption beschreibt die „Lokale Dokumentation 1971“ der Wilhelmshavener Zeitung.
Die Planungen haben in der Region eine lebhafte Diskussion und zum größten Teil Ablehnung hervorgerufen. Der vorgelegte Ideenentwurf war bereits kurz darauf nur eine Plattform für zukünftige Planung, ein Richtungsweiser und Arbeitspapier.

## Namensgleichheit
Der Name „JadeWeserPort“ für das 2012 eröffnete Containerterminal hat mit der Grundidee des „Jade-Weser-Port“ keine Gemeinsamkeit. Die Bezeichnung „JadeWeserPort“ für ein Containerterminal ist ein privates Ortsvorhaben mit öffentlicher Unterstützung, wohingegen der „Jade-Weser-Port“ eine private Regionalplanung für den Jade-Weser-Raum ohne öffentliche Förderung war. Die Planung und der Werktitel sind urheberrechtlich geschützt.